# La Chapelle-sur-Furieuse
La Chapelle-sur-Furieuse is een gemeente in het Franse departement Jura (regio Bourgogne-Franche-Comté) en telt 286 inwoners (1999). De plaats maakt deel uit van het arrondissement Lons-le-Saunier.

## Geografie
De oppervlakte van La Chapelle-sur-Furieuse bedraagt 9,1 km², de bevolkingsdichtheid is 31,4 inwoners per km².

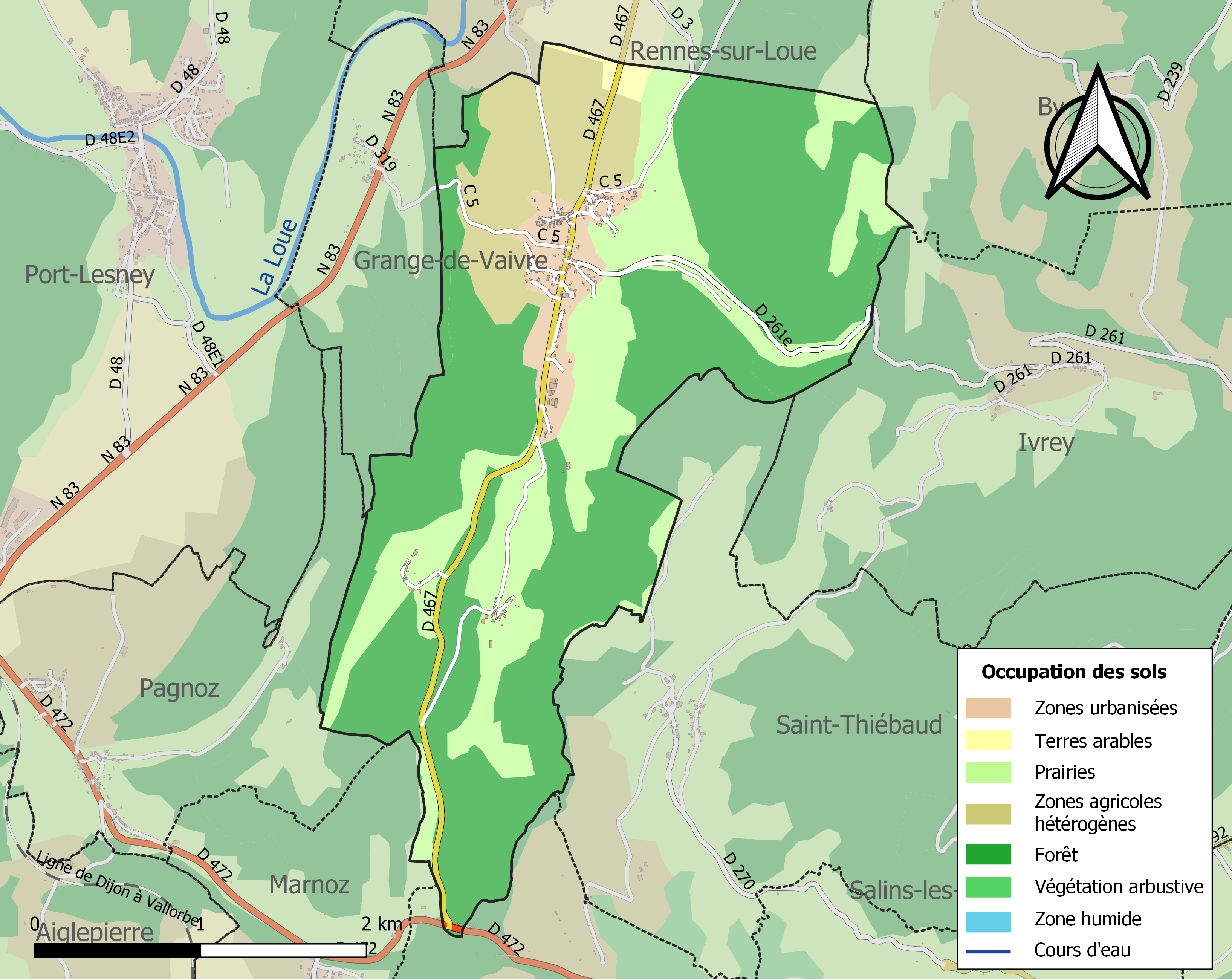
Kaart van de gemeente met de belangrijkste infrastructuur, bodemgebruik en omliggende gemeenten

## Demografie
Onderstaande figuur toont het verloop van het inwonertal (bron: INSEE-tellingen).